# Gnidia propinqua
Gnidia propinqua är en tibastväxtart som först beskrevs av Olive Mary Hilliard, och fick sitt nu gällande namn av B. Peterson. Gnidia propinqua ingår i släktet Gnidia och familjen tibastväxter. Inga underarter finns listade i Catalogue of Life.